# العلاقات التشادية الدومينيكانية
العلاقات التشادية الدومينيكانية هي العلاقات الثنائية التي تجمع بين تشاد وجمهورية الدومينيكان.

## مقارنة بين البلدين
هذه مقارنة عامة ومرجعية للدولتين:
| وجه المقارنة                                              | تشاد                      | جمهورية الدومينيكان |
| --------------------------------------------------------- | ------------------------- | ------------------- |
| المساحة (كم2)                                             | 1.28 مليون                | 48.67 ألف           |
| عدد السكان (نسمة)                                         | 15.23 مليون               | 10.40 مليون         |
| الكثافة السكانية (ن./كم²)                                 | 11.9                      | 213.68              |
| العاصمة                                                   | انجمينا                   | سانتو دومينغو       |
| اللغة الرسمية                                             | لغة فرنسية، اللغة العربية | اللغة الإسبانية     |
| العملة                                                    | فرنك وسط أفريقي           | بيزو دومنيكاني      |
| الناتج المحلي الإجمالي (بليون دولار)                      | 9.98 مليار                | 75.93 مليار         |
| الناتج المحلي الإجمالي (تعادل القوة الشرائية) بليون دولار | 30.54 مليار               | 149.89 مليار        |
| الناتج المحلي الإجمالي الاسمي للفرد دولار أمريكي          | 775                       | 6.47 ألف            |
| الناتج المحلي الإجمالي للفرد دولار أمريكي                 | 2.18 ألف                  | 13.26 ألف           |
| مؤشر التنمية البشرية                                      | 0.392                     | 0.715               |
| رمز المكالمات الدولي                                      | +235                      | +1809، +1829، +1849 |
| رمز الإنترنت                                              | .td                       | .do                 |
| المنطقة الزمنية                                           | ت ع م+01:00               | 00                  |

## منظمات دولية مشتركة
يشترك البلدان في عضوية مجموعة من المنظمات الدولية، منها:
| علم المنظمة | اسم المنظمة                                 | تاريخ انضمام تشاد | تاريخ انضمام جمهورية الدومينيكان |
| ----------- | ------------------------------------------- | ----------------- | -------------------------------- |
|             | الاتحاد البريدي العالمي                     | ?                 | ?                                |
|             | يونسكو                                      | 19 ديسمبر 1960    | 4 نوفمبر 1946                    |
|             | البنك الدولي للإنشاء والتعمير               | 10 يوليو 1963     | 18 سبتمبر 1961                   |
|             | منظمة التجارة العالمية                      | ?                 | ?                                |
|             | وكالة ضمان الاستثمار متعدد الأطراف          | 11 يونيو 2002     | 7 مارس 1997                      |
|             | منظمة الشرطة الجنائية الدولية               | ?                 | ?                                |
|             | مؤسسة التمويل الدولية                       | 2 أبريل 1998      | 31 أكتوبر 1961                   |
|             | الأمم المتحدة                               | 20 سبتمبر 1960    | 24 أكتوبر 1945                   |
|             | مجموعة دول أفريقيا والكاريبي والمحيط الهادئ | ?                 | ?                                |
|             | مؤسسة التنمية الدولية                       | 7 نوفمبر 1963     | 16 نوفمبر 1962                   |
|             | منظمة حظر الأسلحة الكيميائية                | ?                 | ?                                |